# 弘学館中学校・高等学校
弘学館中学校・高等学校（こうがくかんちゅうがっこう・こうとうがっこう）は、佐賀県佐賀市金立町金立に所在する私立中学校・高等学校。
高等学校においては、外進生は内進生と1年次のみ別クラス編成の併設混合型中高一貫校。学寮を設け、全国から生徒を受け入れている。

## 沿革
佐賀の建設会社である松尾建設が創業100周年の記念事業として1987年（昭和62年）に開校した。
佐賀県内の小・中卒業生の最優秀層の多くが開校前は近県の有名私立中高一貫校に進学していることが分かり、郷土の英才のみならず、日本全国の英才をも佐賀に集め、この地で教育すれば、県全体が活気づき地域浮揚策の一環ともなり得るのではと考え、設立された。ひいては、日本有数の技術先進地であり、明治維新から昭和の前半に至るまでわが国の中枢に数多くの人材を送り出してきた佐賀鍋島藩は、「学問教育は佐賀が第一」といわれ、全国から優秀な若者たちが集まってきたという藩校「弘道館」の存在と、その伝統の流れを汲み「教育県・佐賀」とまでいわれた教育熱を受け継いだ土地である。
かつての藩校「佐賀弘道館」に匹敵する「現代の藩校」となることを目指し、校名は藩校弘道館の名に因んで、「弘学館」とした。
開校の道義と県民からの賛同、激励はあったものの、”教育の柱”として「中高一貫教育」、「全寮制」、「国際性涵養」の3項目を設定し、風光明媚な用地を確保した他は社内に中高一貫教育のノウハウを知っている者がいなかったが、灘中学校・高等学校の校長を務めた勝山正躬を教育顧問に迎え、灘校と同じく6年間の担任持ち上がり制などが確立された。
1987年に中学と高校を同時募集し、1990年、高校1期生61名から東大合格者を8名輩出する。
校地は「葉隠」の口述者山本常朝ゆかりの地である佐賀市の北端脊振山系・金立山の麓にあり、南方に雲仙岳、有明海を遥かに望み、佐賀平野の田園風景を見下ろせる位置にある。周辺一帯は県立自然公園に指定されている。卑弥呼時代の遺跡群が点在する、徐福渡来伝説の地でもある。
設立当初は男子校であったが、2002年（平成14年）4月から高校からに限り女子の受け入れ（定員90名中約30名）を開始した。その後2007年（平成19年）4月から中学校でも女子を20名程度自宅通学生に限り受け入れを行った。そのため中学の定員が135名（うち自宅通学可能な女子生徒20名）、高校の定員が90名（うち女子生徒30名）で中学、高校とも男女共学となった。さらにその後、2009年度から中学高校全学年に女子が在籍するようになり完全共学化を果たした。

## 校是
- 「自立・創造・飛躍」[3]

## 教育
中高一貫教育制度を生かしたカリキュラム構成になっている。高校2年までに高校3年までの授業内容を完了し、高校3年では受験に向けた授業を専門的に行う。担任（学寮の監督官含む）と教科担当者は原則として中学から高校まで同じ教師が担当する。
中1のときから、難易度の高い全国規模の模擬試験に参加することにより、将来の難関大学入試に向けて常に自己の学力の全国における位置づけを自覚し、全国レベルの中での実力定着の度合いを把握できるようにしている。
学寮では7時10分から10時40分までを2コマに分けて自習時間を設けている

## 設立時の経緯
開校初年の高等学部の入学試験日を九州北部で有名な他の進学校の前に設置したため本番前の練習と試しに受験する学生が多かったことで競争率が上がり評判になった。また初年の高等部の生徒数を60人ほどにし、これを理系と文系に分けて寮で集中的に教育を行うことで3年後の大学受験において8人が東大に合格。これによって一躍知名度を上げることに成功し、私立進学校としてのブランドを確立する。
歴史は浅いが、理系では医学部進学率および浪人率が高いことで知られている。

## 行事

### 修学旅行
中学校では中3の3月の時に修学旅行としてカナダへホームステイに行く。なお、アメリカ同時多発テロやイラク戦争により、2001年度は長野、2002年度は北海道へと変更になった。しかし、2005年度はロンドン同時多発テロが発生したが予定通り実施された。2015年度中3より京都へと変更になった。また、2019年度よりカナダへと変更になった。カナダでの日程は約一週間である。
高校では高2の時に大学巡りを行っている。東京大学を見学した後、午後に自由行動となる。日程は3日間。（2007年度は高校総体の日程の関係でスキー旅行に変更）。なお、2日目には5時間程度自由時間がある。しかし2014年より高1から修学旅行を行うことになった。なお、2014年時には高2、高1が一緒に東京へと向かった。その際ホテルは一緒だったが、行動は学年で別行動であった。2015年には高1が予定通りに最初で最後の学校行事である修学旅行を行った。

### 体育祭
2005年度までゴールデンウィーク頃に行われていたが、2006年度から9月に変更され、2014年度から再び元にもどされた。
中学と高校合同で第1分団（中学男子と女子でくじ引きで決まった者、高校生の佐賀県、福岡県南部出身者）、第2分団（中学男子と女子でくじ引きで決まった者、高校生の福岡県（北九州を除く）出身者）、第3分団（中学男子と女子でくじ引きで決まった者、高校生の第一、第二以外の地域出身者）に分かれて、各種目が行われる。しかし近年では出身地での偏りが大きく、分団を分けるのが難しくなってきておりくじで分ける学年も増えてきている。
応援合戦が高校1、2年生の有志で各分団ごとに組織される応援団を中心に行われる。応援団はいつも同じ演舞をし、そのほかのその分団に所属する生徒たちがそれに合わせて大声で応援歌を歌ったりする。応援団が男子のみで構成されているので、女子の有志によるCheersというグループが結成され、毎年演技を披露している。

### 文化祭
準備期間は1日。2005年度まで9月の日曜日に行われていたが、2006年から体育祭の1日後の日曜日に変更され、また9月の日曜日に行われるようになった。中学と高校合同で行われるが、高校生（特に2年生）が中心となって企画を行う。

### クリスマスコンサート
元々は吹奏楽部による非公式の行事であったが段々と恒例行事となり今では二日間にわたって行われる人気行事となっている。
曲目によっては部員によるコスプレ・ダンスなどがある。

## クラブ活動
2018年4月現在、以下のクラブがある。中学生の間はいずれかの部活動に所属することが義務付けられている。
中学生は午後4:35～午後5:40まで、高校生は午後6:00まで部活動をすることができる。

### 運動部
- テニス部
- サッカー部
- 卓球部
- 陸上部
- 剣道部
- 男子バスケットボール部
- 女子バスケットボール部

### 文化部
- 英語部
- 生物部
- 文芸部
- 新聞部
- 吹奏楽部
- 弁論部
- 社会部
- 美術部
- 数学研究部
- 科学部
- 棋道部
- 放送部

なお、2011年度より合唱部の新設が検討されていたが、現時点では｢有志による同好会｣という形をとっている。

## 校外活動

### 2007青春・佐賀総体
平成19年度全国高等学校総合体育大会（2007青春・佐賀総体）にて、高校2年生の多数の生徒、高校1年生の一部の生徒が集団演技（第一部）、開会式補助、陸上競技補助で参加した。

## 学寮
2010年度より、中学生男子は「アカデミアハウス」、高校生男子は「陽光学舎」、希望者の高校生女子と中学女子は「ドーミー・パル」と呼ばれる学寮に入寮する。男子生徒は中学・高校の入学後1年間は寮生活が義務づけられており、2年目以降、希望者は退寮し通学も認められる。しかし、ほとんどの生徒が2年目以降も寮生活を行っている。
2025年以降はアカデミアハウスの役割が食堂のみとなり中学・高校男女共にそれぞれ「陽光学舎」「ドーミーパル」のみとなっている
学寮には毎晩ではないが学習時間に教師が交代で赴き、生徒からの質問や相談を受け付けたり学習態度の悪い生徒への指導を行ったりしている。また、卒業生で現役佐賀大学医学部生も学習時間に交代で赴き、生徒からの質問を受け付けている。
寮生がインターネットなどを利用することはできない（職員向けには整備されている）。また、ゲーム機、パソコン、携帯電話、ヘアーアイロン、電気ポット、漫画、iPodなどの持ち込みが禁止されている。(スマートフォン等で英会話などをしたい場合は親からの連絡のもと特別許可がおりる)
なお、菓子に関しては2017年度より許可された。
2021年より学習教材としてiPadが全生徒に配布されており学校、自宅で生徒は自由に使用することができる。
寮では学習時間のみ使用することができる。
実家への帰省は、基本的に午前中の授業を受けた後の毎週土曜日午後から翌日曜日までできる。ただし必ず「帰省書」というものを書かねばならず、さらに帰寮は日曜日の午後6時30分まで(法事等で起きれる場合は寮監に連絡すれば良い)、長期帰省の場合は午後6時までに済まさなければならない。また、定期考査や模試期間中の土日帰省はできずに、残寮しなければならない。(親からの連絡があれば規制可能である)
公式サイトには、「国・英・数・理・社の正課授業を担当する教師が、毎日交代で4名ずつ寮に出向き、寮生の夜間学習の指導を行う。」と記載されているが、2015年現在中学1，2年生を対象に英語、数学のみ夜間の復習授業｢イブニングスクール｣がある。

### アカデミアハウス(現在は食堂のみ使用)

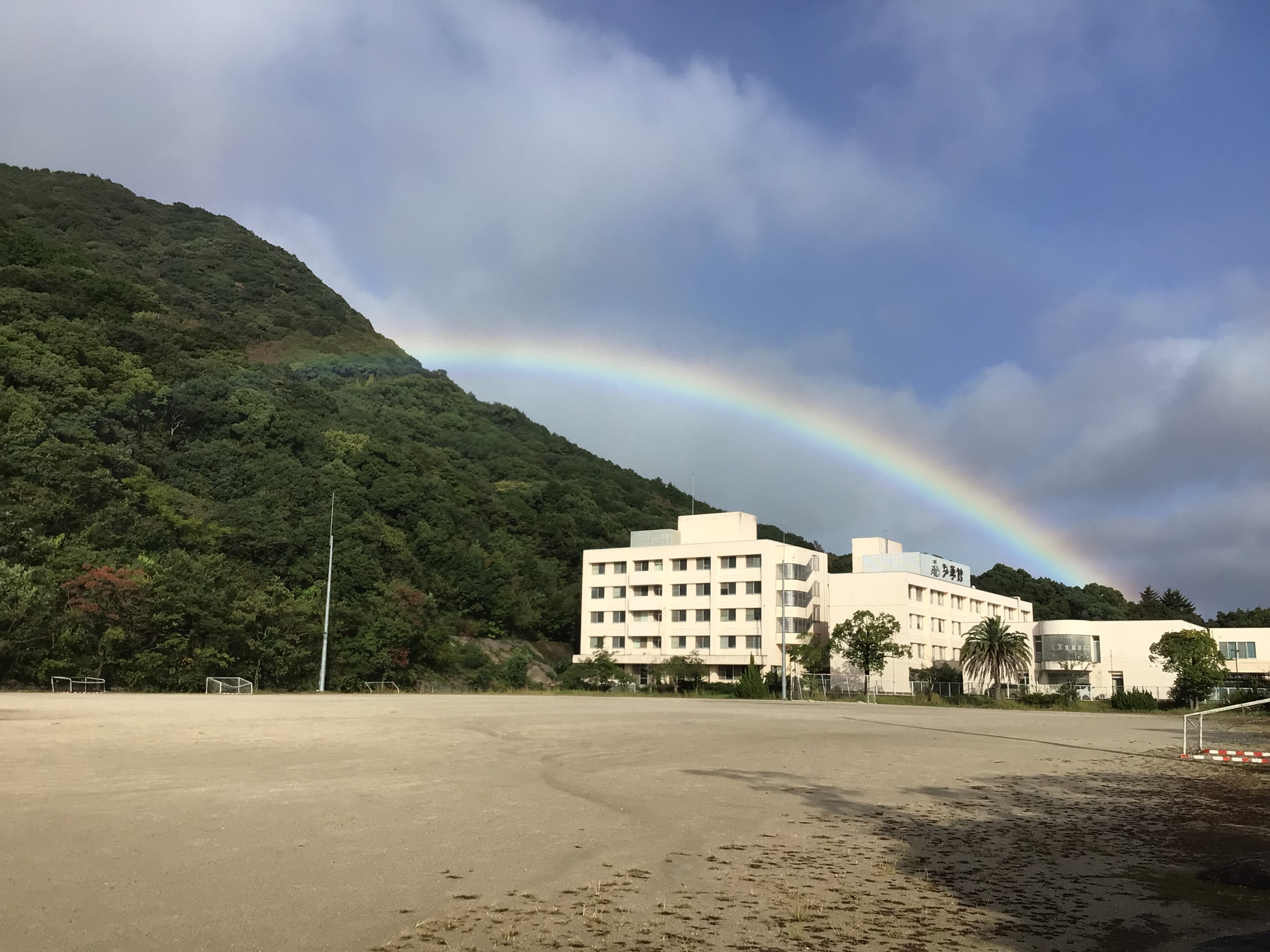
アカデミアハウスと虹

古代ギリシアのアカデメイア学園から名をとったこの寮は、中学生が生活する学寮である。学校校舎とグラウンドを隔てた場所にあり、通学には便利である。居室は、中1～中3まで2人部屋になっているが、端数が出た場合のみ3人部屋となる。居室内にはベッドと個人用ロッカーと学習机がそれぞれ人数分あり、グループ生活を行う。学習は居室ではなく、別フロアに設けられたパーテーションで区切られた個人用の学習室で一斉に集団学習を行う。
公式サイトに記載されている外国人教師は現在住んでいない。ただし学校にはALTの教師は1名常駐している。

### 陽光学舎
名は校歌の「陽光満ちて」に因む。中学・高校生男子はアカデミアハウスを離れ、学校から徒歩で20分程度離れたこの学寮に移る。アカデミアハウスと異なり、個室生活で、各自自分の居室で学習を行う。(中学生は集団学習室での学習となる)
2010年度からは高校生は全員陽光学舎に移動になっている。

### ドーミー・パル
2002年4月から女子生徒が高校に限り入学できるようになったため、(現在は中学からも入学可能)同年3月から11月にかけて建設された女子生徒用の学寮である。居室は中1～高1は2人部屋、高2, 3は個室となる。中1～高1はワンフロアーの学習室での一斉学習、高2，3は各自個室で学習を行う。高2，3の希望者は学習室を利用することができる。
また、近年では中学も入寮することが可能となっている。
女子寮の寮費は警備システムや設備の経費の関係で男子寮より若干高い。場所は陽光学舎に隣接しており、食堂は陽光学舎と共用する。

## 寮生活

### 日課
男子生徒において朝は6:50起床、夜は中学生および高1は19:00～20:50,21:20～23:10が学習、学習終了20分後消灯という日課である。女子生徒において朝は6:50起床、夜は19:00〜21:10,21:40〜23:00が学習、学習終了20分後消灯という日課である。上記した寮規則と厳しい寮生活を義務としている。アカデミアハウス（中学生）の学習時間は19:00～19:50,20:00～20:50。その後中1,2は21:20～22:50、中3は21:20～23:10まで行われる。陽光学舎（高校生）の学習時間は19:10～20:50,21:10～23:00となっている。また、高2, 3は延灯学習が午前2時まで可能ある。

### 食事
以前は、弘学館の食事の食材は、松尾学園の設立母体である松尾建設の関連企業である佐賀県神埼郡の「カルナフードサービス」より提供されていたが、業績悪化のために、2010年度より業界最大手の日清医療食品に委託されるようになった。また、2018年度より給食システムが切り替えられ、今までにはなかった朝食のサラダバーや昼食の選択メニュー制度が導入され、「西洋フード･コンパスグループ株式会社」に委託されるようになった。2025現在ではスープバーや食券などもある。
寮生曰く「食事は普通に美味しい、特にパスタやラーメンが美味しい」とのこと。

## 著名な卒業生
- 石田宏樹 - IT企業フリービット創業者
- 熊谷豪 - HRDirection社長
- 倉重良一 - 福岡県大川市長
- 高校ズ - お笑いコンビ
- 坂井英隆 - 佐賀県佐賀市長
- 諸藤周平 - エス・エム・エス創業者・元社長
- 山下雄平 - 参議院議員